# Архитектура Италии

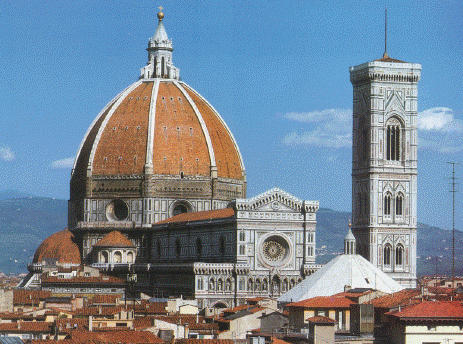
Кафедральный собор Санта-Мария-дель-Фьоре во Флоренции архитектора Филиппо Брунеллески имеет самый большой в мире кирпичный купол

Архитектура Италии разнообразна по стилям и направлениям, что объясняется её разделением до 1861 года на несколько городов-государств. Однако, именно это и создало в стране разнообразный и эклектичный набор архитектурных проектов. Италия известна своими значительными архитектурными достижениями, такими как строительство арок, сводов, архитектурой Древнего Рима, эпохи Возрождения XIV по XVI века. Италия является родиной ранней формы классицизма — Палладианства, работы которого вдохновляли неоклассическую архитектуру, повлияли на проекты, по которым дворяне строили свои загородные дома во всем мире, в частности в России, Франции и др. В Италии возведены лучшие произведения Европейской архитектуры, такие как Колизей, Миланский собор, Моле Антонеллиана в Турине, собор Санта-Мария-дель-Фьоре во Флоренции. Италия имеет много памятников архитектуры во всех её направлениях. Это музеи, дворцы, здания, статуи, церкви, художественные галереи, виллы, фонтаны, исторические здания и археологические памятники. И в настоящее время Италия не находится позади архитектурного авангарда.

## Древняя Греция и этруски

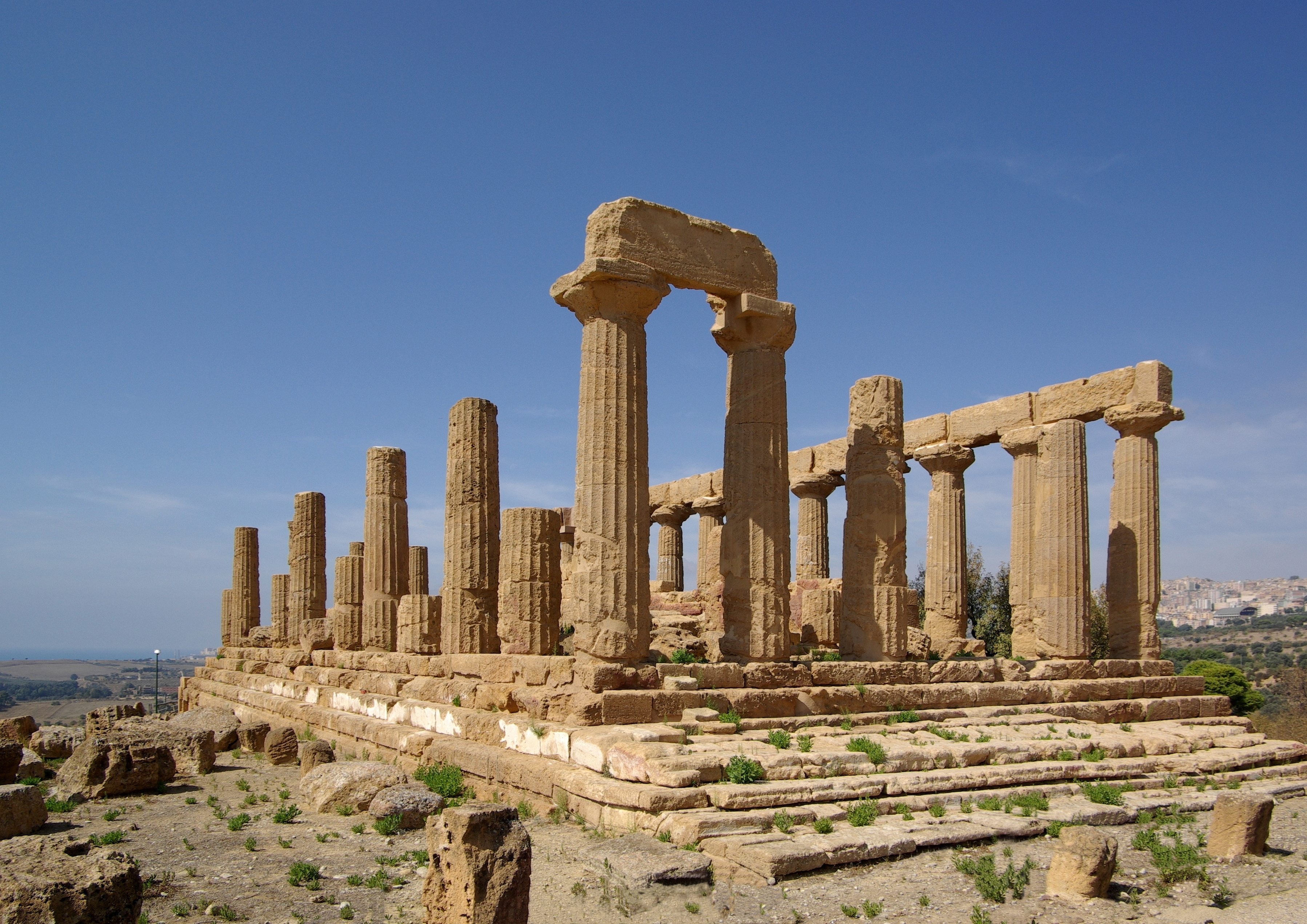
Греческие археологические памятники в городе Агридженто на Сицилии

Греки и этруски были в Италии первыми, кто начал строить общественные здания. Эти сооружения, возводимые из кирпича и дерева, включали в себя храмы, форумы, общественные улицы и акведуки. Тяжёлые колонны и портики, созданные этрусками, городские ворота и др. оказали значительное влияние на последующую Римскую архитектуру.
В Южной Италии с VIII века до н. э. греческие колонисты строили здания в своём собственном стиле. Греческие храмы строились с большими каменными или мраморными столбами. В настоящее время от них остались развалины в Калабрии, Апулии и Сицилии. Примером могут служить останки Агридженто, которые включены ЮНЕСКО в памятники Всемирного наследия.

## Древний Рим

Колизей в Риме, Италия

Архитекторы Древнего Рима переняли внешние элементы греческой архитектуры во II веке до н. э. в своих целях, создавая новый архитектурный стиль.
Богатство знати и высокая плотность населения в городах заставили древних римлян искать собственные новые архитектурные решения. Использование сводов и арок вкупе с прочными знаниями технологии строительства позволило им достичь небывалых успехов в строительстве внушительных построек общественного назначения. Примеры включают в себя акведуки Рима, термы Диоклетиана и термы Каракаллы, базилики и Колизей. Все это было построено также в других городах Империи.

## Раннехристианская и византийская архитектура

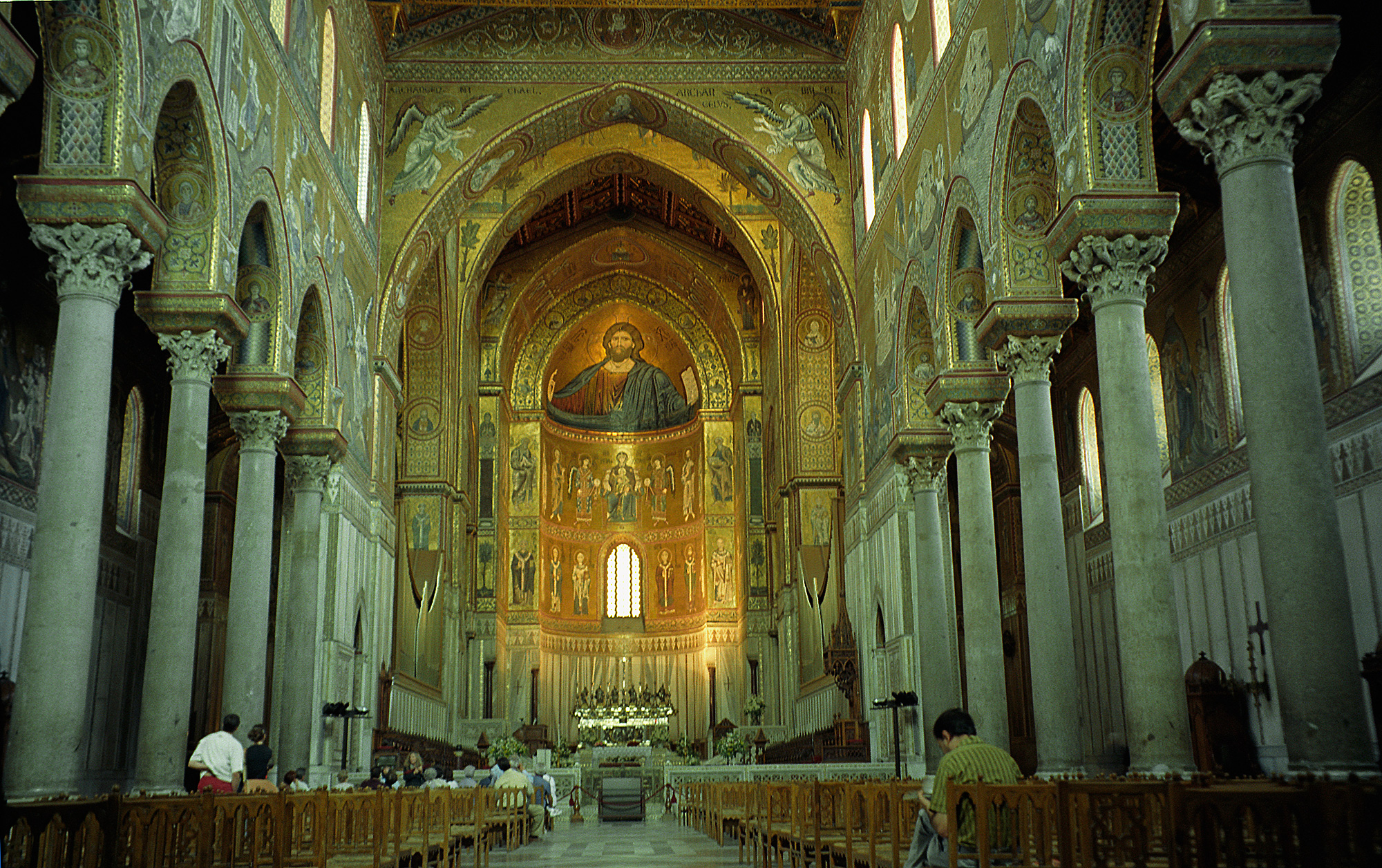
Мозаика в интерьере собора Монреале, Сицилия

Раннехристианская и Византийская архитектура появилась в Италии с застройкой новой резиденции папы. После Византийско-готских войн здесь построено несколько зданий, дворцов и церквей в романо-византийском стиле.
Христианскую концепцию «базилики» придумали в Риме. Это были длинные, прямоугольные здания, построены близко к древнеримскому стилю, часто украшенные мозаикой. Ранние христианские произведения искусства и архитектуры выполнялись с языческими элементами, которые включали статуи, мозаику, картины.
Византийская архитектура была широко распространена в Италии. С 476 года н. э., когда Западная Римская империя пала, византийцы стали лидерами в мире культуры, искусства, музыки, литературы, моды, науки, технологий, бизнеса и архитектуры. Византийцы развили и сохранили римские принципы архитектуры и искусства, придали искусству более восточный акцент, прославились своими церковными куполами, использованием вместо статуй позолоченных мозаик и икон. Византийское влияние на архитектуру можно увидеть и сегодня в соборе Чефалу, в Палермо или в Монреале, с их богато украшенными церквями. Собор Святого Марка в Венеции является образцом византийской архитектуры в Италии.

## Романская архитектура

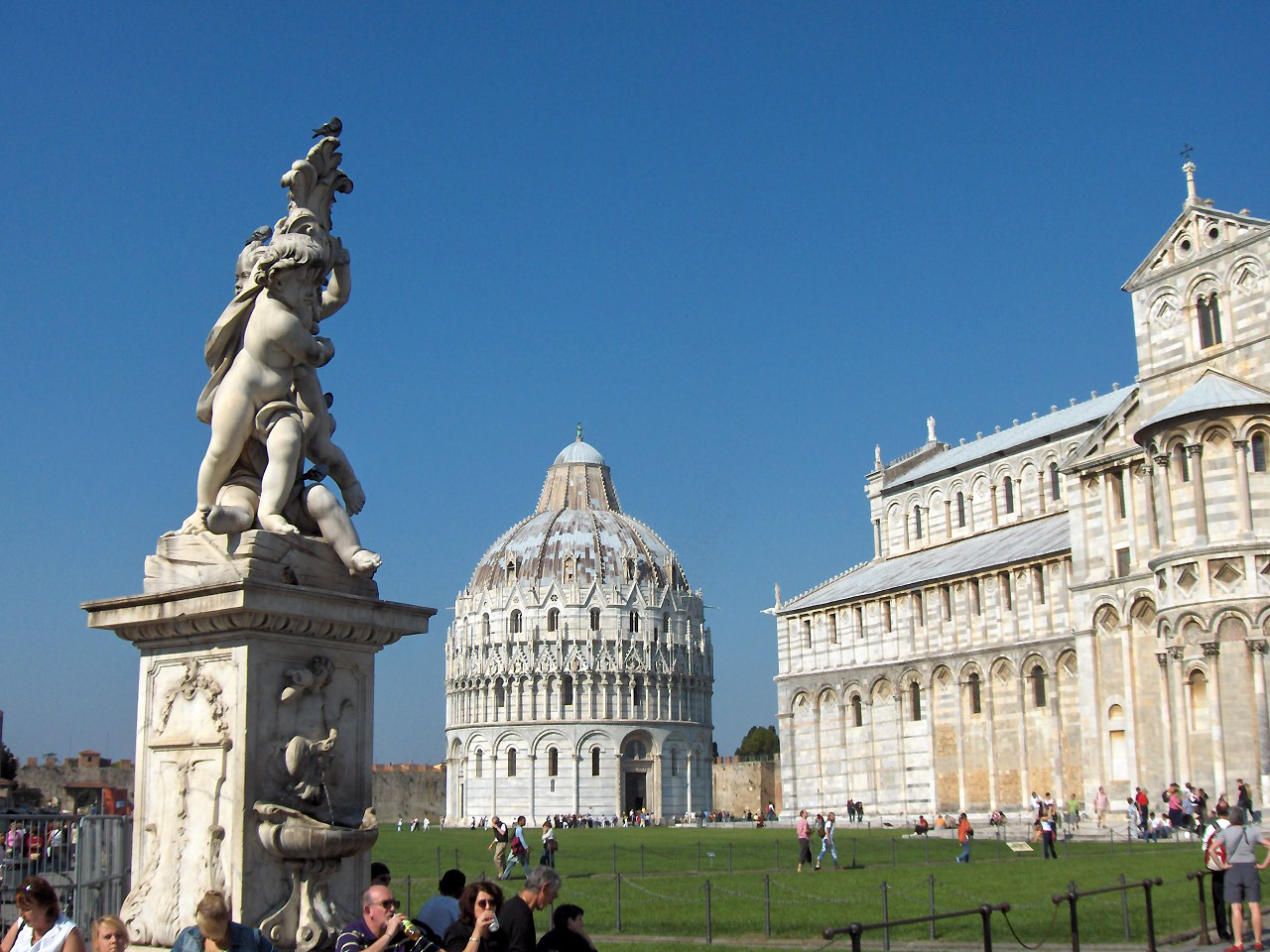
Дуомо в Пизе на Площади чудес. 476 год н. э.

Между византийским и готическим периодами в Италии был период романской архитектуры, который проходил примерно с 800 до 1100 года нашей эры. Это был один из самых плодотворных и творческих периодов в итальянской архитектуре. В эти годы были построены такие здания, как, Пизанская Башня на Площади чудес и Базилика Сан-Амброджио в Милане. Термин «романская» утвердился из-за использования в архитектуре Римских арок, витражей, колонн.
Романская архитектура в Италии существенно различается по стилю и конструкциям зданий. На стили романской архитектуры оказывали влияние Норманнские поселенцы. Ломбардской романтизм был конструктивно, более прогрессивным, чем Тосканский, но менее художественным.
Романская архитектура в Италии приостановила строительство деревянных крыш в церквях, экспериментировала с использованием крестовых сводов. Контрфорсы поддерживали здания. Церковные стены в романском стиле, как правило, были громоздкими и тяжёлыми.
Главным новшеством итальянской романской архитектуры был свод, который никогда не возводился прежде в истории Западной архитектуры.

## Готическая архитектура

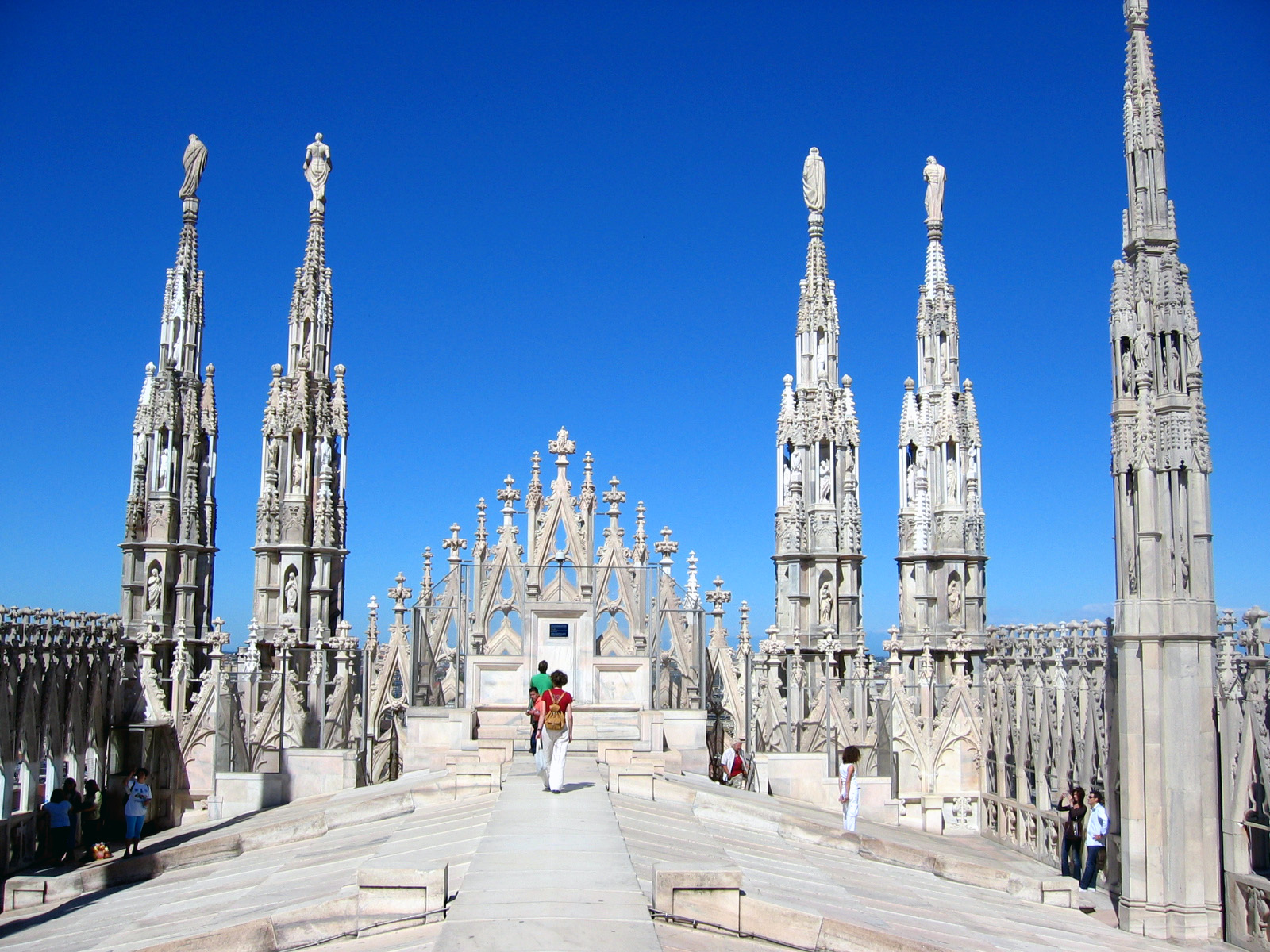
Неоготическая крыша собора Милана

Готическая архитектура появилась в Италии в XII веке. Бенедиктинцы и Цистерцианцы были основателями этого нового архитектурного стиля. Стиль распространился из Бургундии (на востоке Франции) на всю Западную Европу.
Хронология развития готической архитектуры в Италии включает в себя:
- Цистерцианская архитектура;
- «Ранняя Готика» (1228—1290);
- «Зрелая Готика» (1290—1385);
- Поздняя Готика — от 1385 года до XVI века.

## Архитектура Ренессанса и Маньеризма

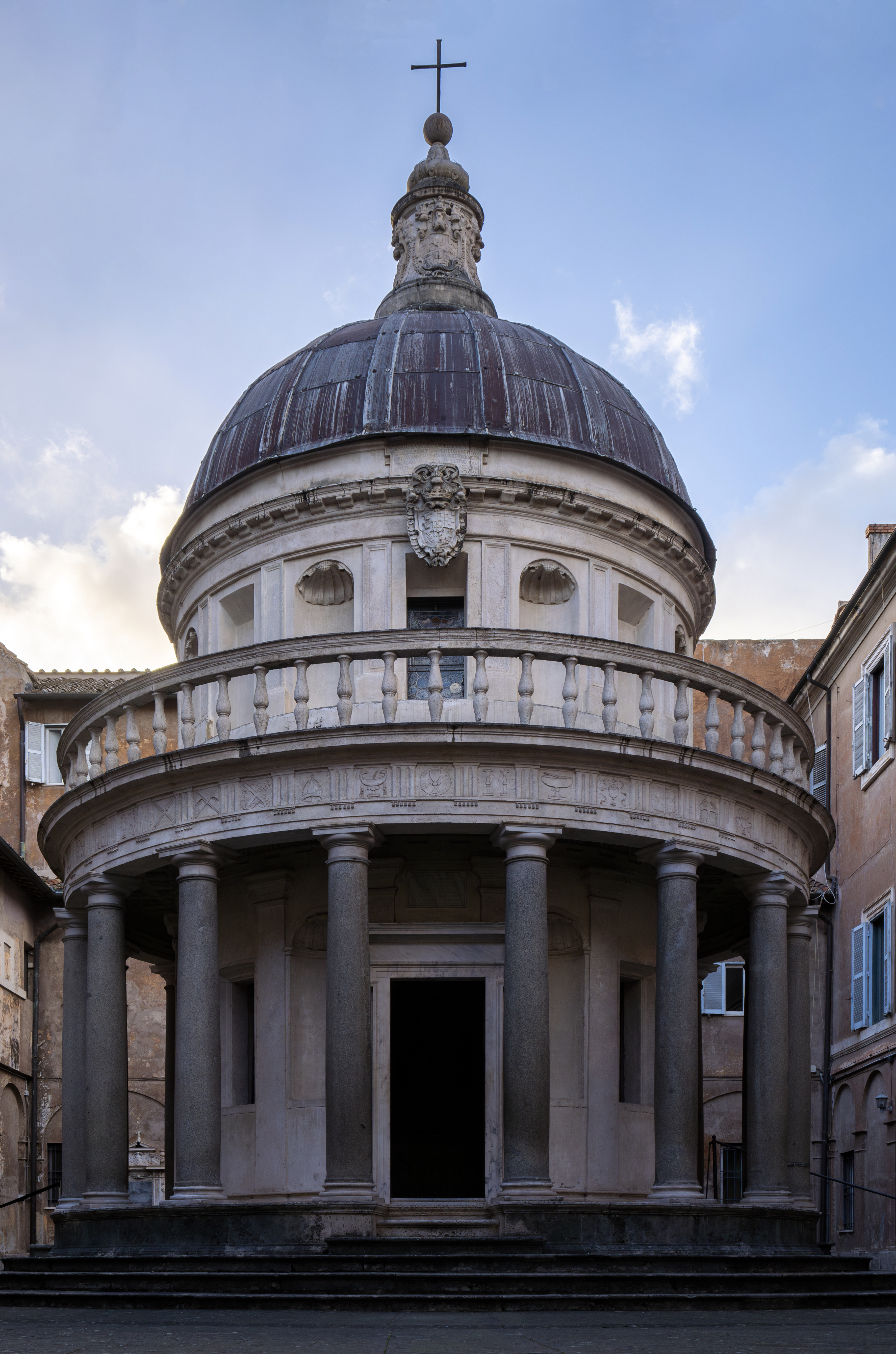
Храм Темпьетто в Сан-Пьетро-ин-Монторио в Риме, архитектор Браманте

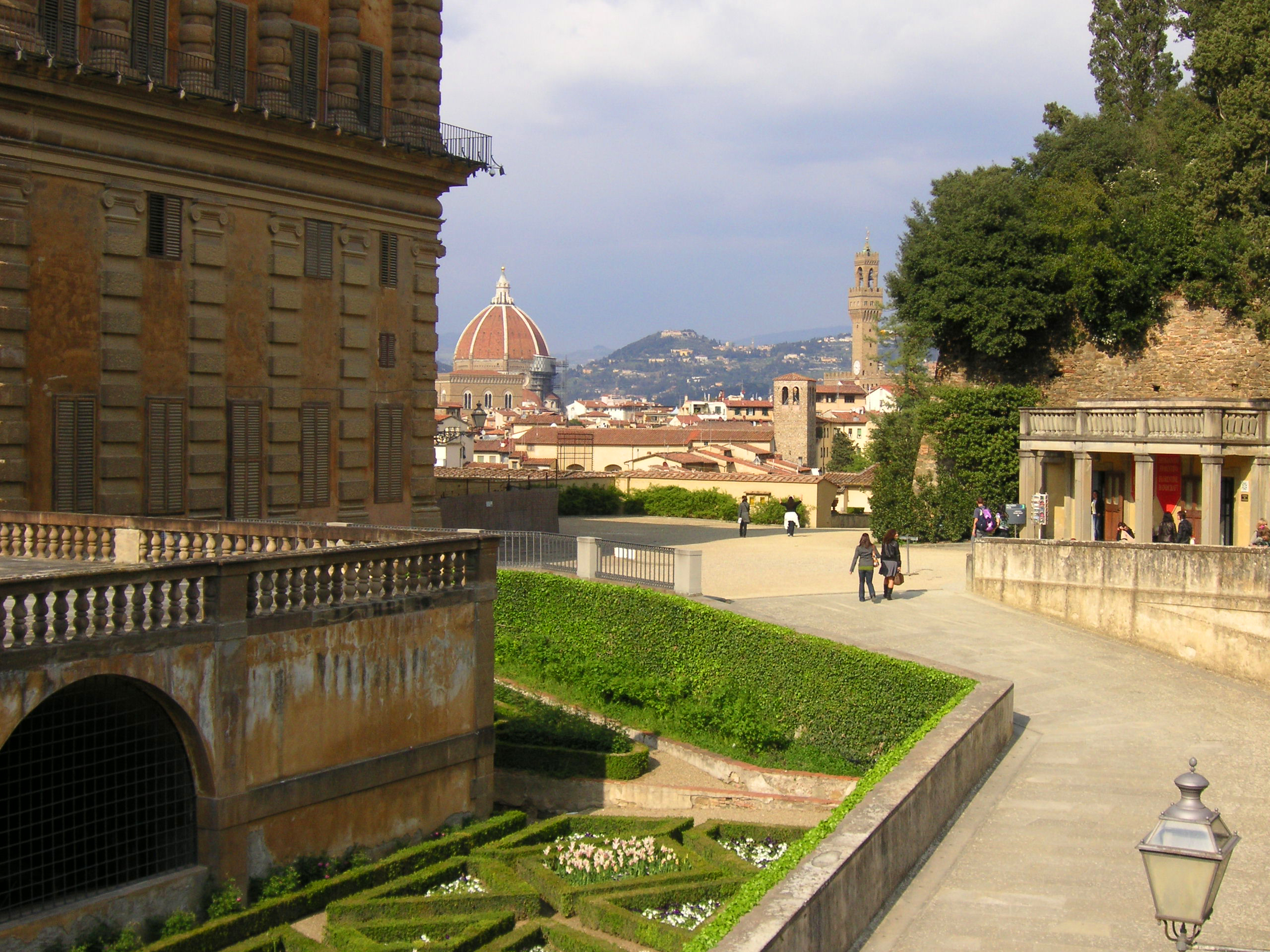
Палаццо Питти

В архитектуре Италии и во Флоренции с XV века преобладал Ренессанс (Возрождение).

Итальянские архитекторы всегда предпочитали четко определённые формы и структурные элементы, которые выражали своё предназначение. Италия никогда не застраивалась в готическом стиле.

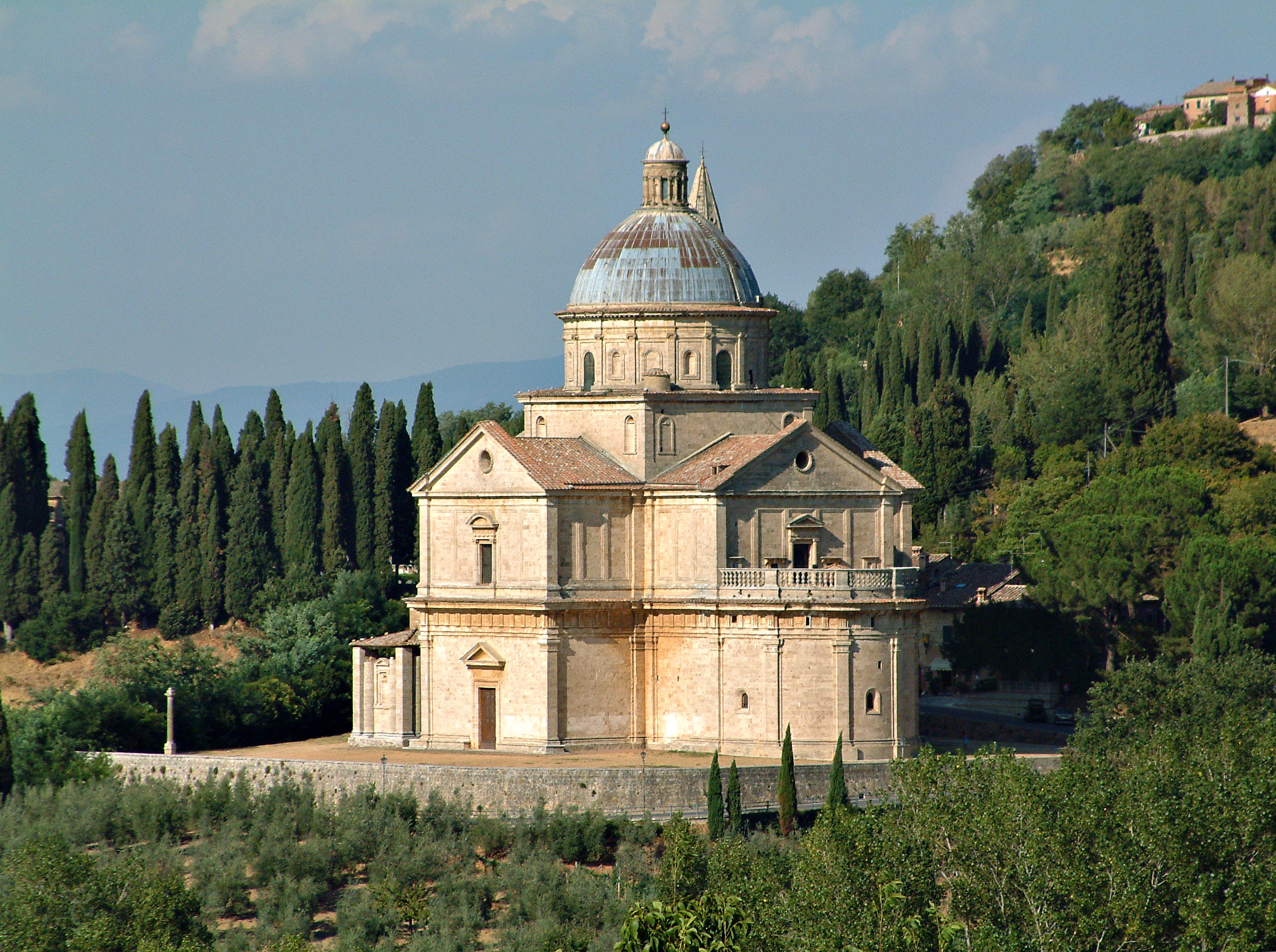
Ренессансная церковь Сан-Бьяджо в Монтепульчано

Образцами итальянской архитектуры Ренессанса являются:
- Купол кафедрального собора Флоренции

Флорентийский Собор, построенный Арнольфо ди Камбио, остался незавершенным к концу 14-го века. В нём зияло огромное отверстие в центре — там должен был быть купол. Конкурс на дальнейшее строительство выиграл Филиппо Брунеллески, который построил большой купол.
- Базилика Сан-Лоренцо

Эту церковь во Флоренции спроектировал Брунеллески, используя все, чему он научился у архитектуры Древнего Рима. В ней есть арки, колонны, круглая столешница, окна в римском стиле.
- Базилика Сант-Андреа

Древние римские императоры, возвращаясь с победой, строили в честь этого события Триумфальную арку. В Риме есть несколько таких арок. В целом конструкция арок представляет собой большую арку в центре и меньшую нижнюю арку или проем по бокам. Архитектор Леон Баттиста Альберти использовал этот дизайн для передней части церкви Сант-Андреа в Мантуе. Позже это здание было скопировано многими другими архитекторами.
- Палаццо Медичи-Риккарди

Богатые люди эпохи Возрождения были заказчиками строительства дворцов. Дворцы эпохи Возрождения строились обычно в три этажа и были довольно просты снаружи. Внутри дворцов был дворик, окруженный красивыми колоннами.
- Собор Святого Петра

Самой известной церковью в Риме была древняя церковь, которая была построена над могилой Св. Петра. К 1500 году храм уже требовал ремонта. Папа решил, что вместо ремонта, храм надо снести, и на его месте должна быть построена новая церковь. Над проектом храма работами архитекторы Донато Браманте, Рафаэль Санти, Антонио да Сангалло младший, Микеланджело, Пирро Лигорио, Джакомо Бароцци да Виньола, Джакомо Делла порта и Карло Мадерно. В результате был построен Собор Святого Петра.
- Вилла Ротонда

Этот загородный дом был построен Андреа Палладио и Винченцо Скамоцци. Дом представляет собой квадратное здание, которое выглядит одинаково со всех сторон. В центре находится купол. На каждой его стороне есть большая терраса (портик), как у Римского храма.

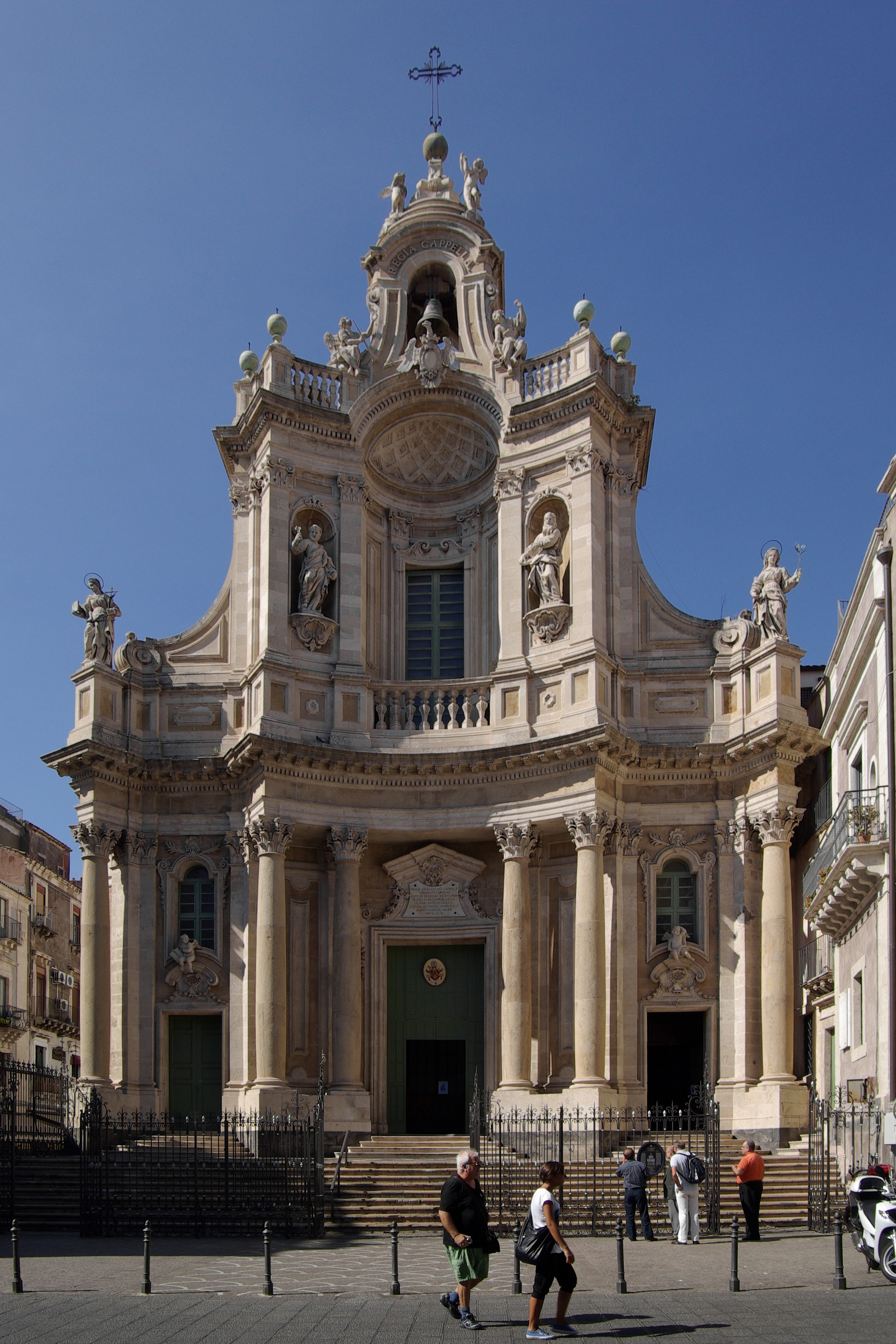
Фасад коллегиальной церкви в Катании, разработанный Стефано Иттаром в 1768 году

## Рококо и барокко
Самым оригинальным произведением архитектуры позднего барокко и рококо является охотничий замок Ступиниджи, построенный в XVIII веке. Здание спроектировано архитектором Филиппо Ювара, который также построил Базилику Суперга близ Турина.
В Риме барокко представлено такими архитектурными сооружениями как испанская лестница, фонтан Треви, фасад Латеранской базилики.
В Неаполитанском королевстве архитектор Луиджи Ванвителли начал в 1752 году строительство дворца в Казерте. Этот большой дворцовый комплекс был построен в стиле позднего барокко. Гигантские размеры дворца повторены в Королевском приюте для бедных в Неаполе, построенном в том же году архитектором Фердинандо Фуга.

## Здания в стиле неоклассицизма. Либерти

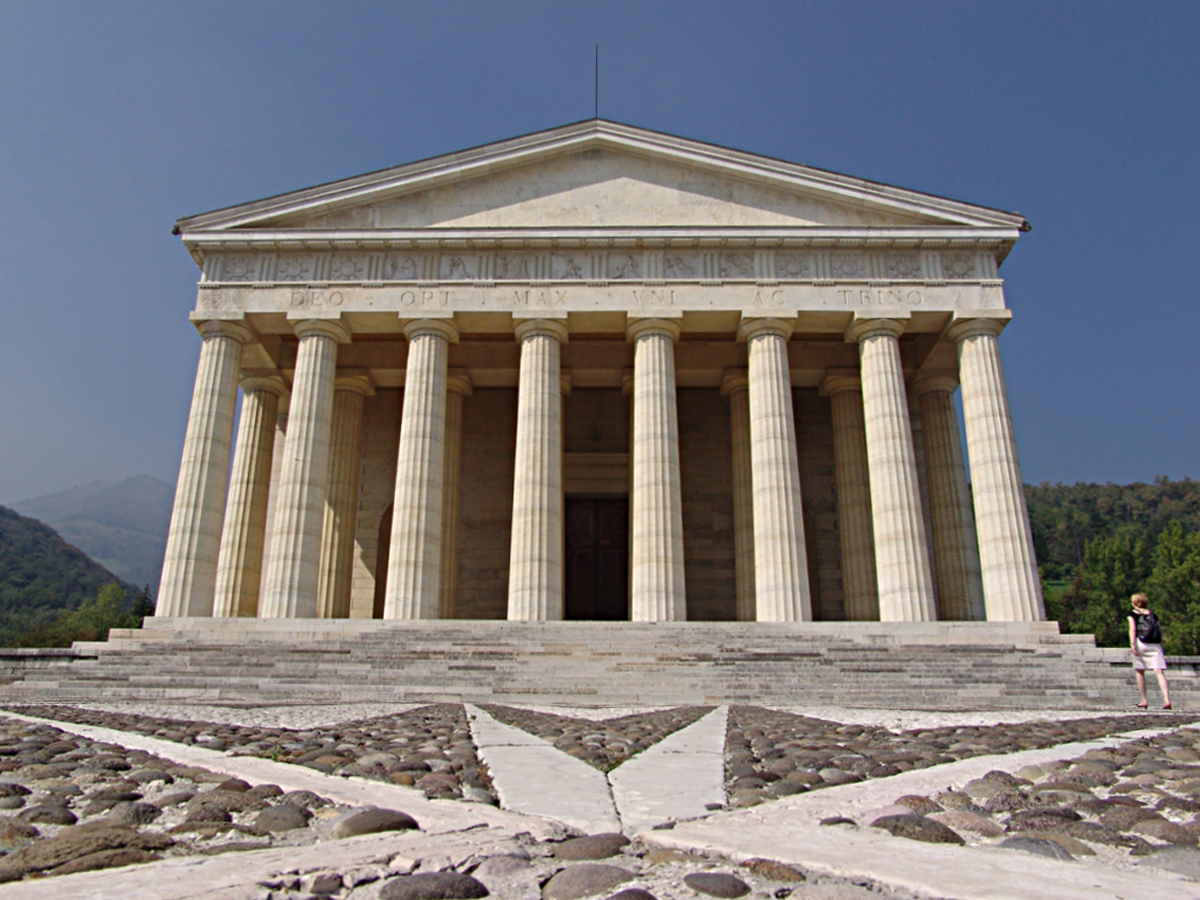
Неоклассический храм Кановы в Поссаньо

В конце XVIII и начале XIX века Италию затронуло движение Неоклассицизма. Виллы, дворцы, сады, интерьеры этого времени строились в римском и греческом классических стилях.
В Италии в середине XIX века в стиле неоклассицизма была построена Галерея Витторио Эмануэле II (1865) — первое здание из железа, стекла и стали, построенное для торгового центра. Итальянские города Милан, Турин, Рими Флоренция стали реконструироваться в классицистическом духе.
После объединения страны в 1870 году в архитектуре страны использовалось смешение форм различных художественных стилей. К началу XX века этот эклектичный стиль модифицировался в стиль модерн, получил название в Италии «либерти». Представителями этого направления стали архитекторы Эрнесто Базиле (1857—1932), Раймондо д’Аронко (1857—1932) и Джузеппе Соммаруга (1867—1917).

## Современная архитектура

### Архитектура модерн и ар-деко
В стиле модерн построены архитектурные памятники Джузеппе Соммаруга и Эрнесто Базиле. Первый был автором Палаццо Кастильони в Милане, а второй — Палаццо Монтечиторио в Риме.
В 1920-е годы и позже в стиле Футуристической архитектуры работали архитекторы Антонио Сант Элия, Джузеппе Терраньи (Каса-дель-Фашо, Комо), Адальберто Либера (Вилла Малапарте в Капри) и Джованни Микелуччи (вокзал Флоренции Санта Мария Новелла).

### Фашистская архитектура

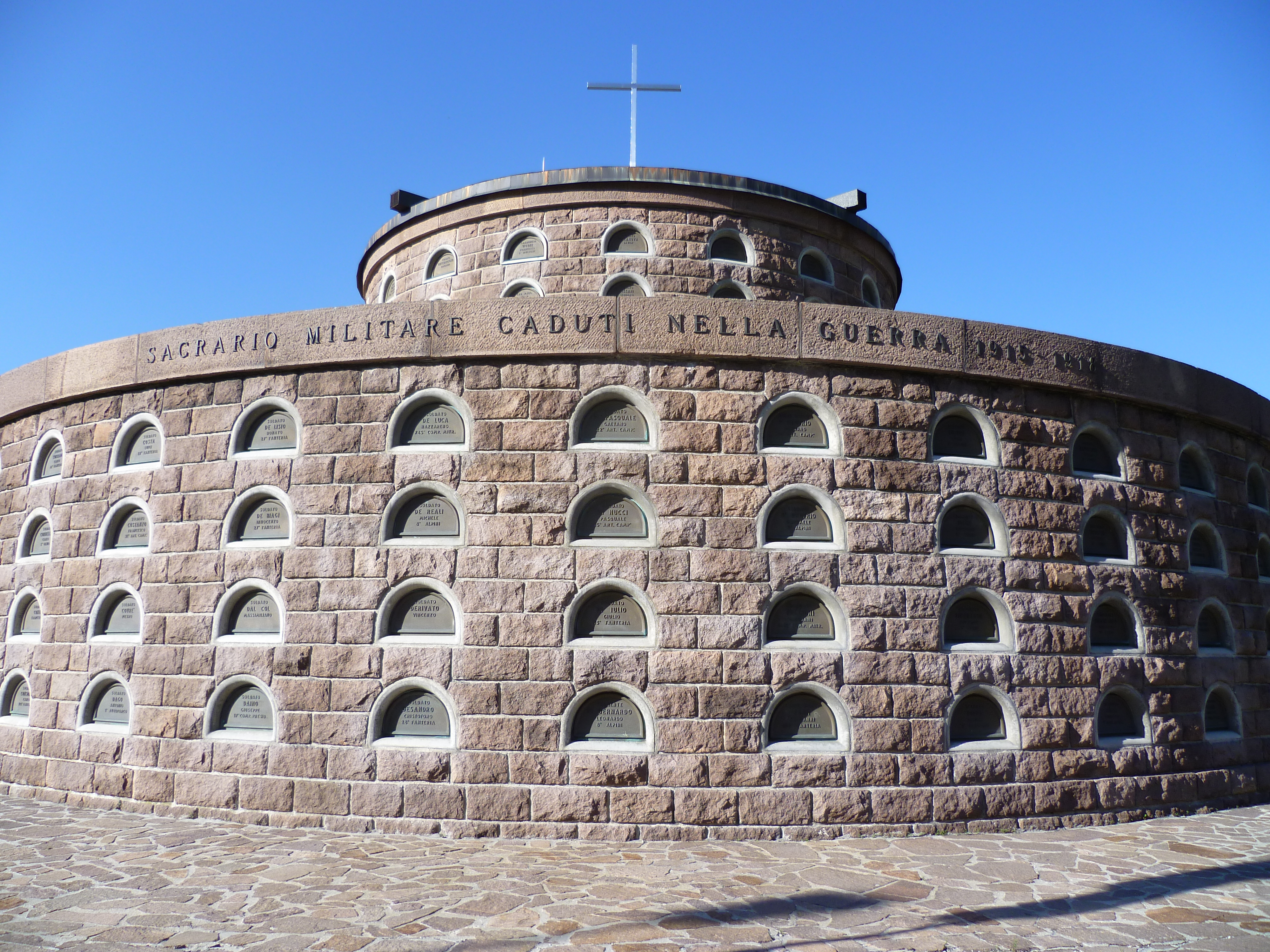
Военный итальянский склеп в Innichen-San Candido Южный Тироль Италии

в XX веке в годы фашистского режима Новеченто Итальяно отверг авангардную тематику, чтобы возродить искусство прошлого. Пьячентини был автором нескольких работ во итальянских городах, наиболее важной из которых стала Виа Делла Кончилиационе в Риме. И тогда великие архитекторы, градостроители и скульпторы, такие как Кастильони, которые переработаны средневековые города, рожденные растений древнего Рима, в Льерна на озеро Комо.
Рационалистическая-фашистская архитектура создавалась в Италии с конца 1920-х годов. Этому способствовала группа архитекторов, в которую входили Фиджина Луиджи, Гвидо, Себастьяно Ларко, Джино Поллини, Карло Энрико Рава, Джузеппе Терраньи, Убальдо Кастаньола и Адальберто Либера.

### Послевоенная и современная архитектура
Два итальянских архитектора получили архитектурную Прицкеровскую премию (аналогом Нобелевской премии): Альдо Росси (1990) и Ренцо пиано (1998). Работы Пианино — стадион Сан-Никола в Бари и Аудиториум Парко-Делла-Музика в Риме, Паломническая Церковь Падре Пио в Сан-Джованни-Ротондо.
К работам современного архитектора Фуксаса относятся Башня Делла регионе Пьемонте (небоскреб Регион Пьемонт).
Итальянский архитектор Альдо Росси (р. 1931) считается лидером архитектуры неорационализма. Его работы: жилой комплекс Галлартезе (Милан, 1970), Театро дель Мондо (Венеция, 1979), отель «Палаццо» (Токио, 1987—1989), торговый центр «Торри» (Парма, 1989).
Итальянский архитектор Ренцо Пиано (р. 1937) — основоположник стиля хай-тек. Им были созданы парижский Центр Помпиду (1971—1977), музей и исследовательский центр современного искусства, музей коллекции Мениль в Хьюстоне (1981—1986), терминал международного аэропорта Кансай в Осаке (1988—1994), Национальный центр науки и технологии в Роттердаме (1992—1997), Культурный центр в Новой Каледонии (1991—1998), музей коллекции Бейелер в Базеле (1992—1997), Музыкальный парк в Риме (1994—2002) и др.
Другой заметной фигурой современной архитектуры в Италии является швейцарец Марио Ботта. Его работы — Музей современного искусства Тренто и Роверето, ремонт «Ла Скала» в Милане, Заха Хадид (Национальный музей искусств 21 века в Риме, небоскреб «Ло Storto» в Милане.
Архитектор Ричард Мейер создал Церковь Милосердного Бога Отца и здание «колпак» для Алтаря Мира в Риме. Архитектор Норман Фостер построил в Италии вокзал Флоренция Бельфиоре, архитектор Даниэль Либескинд — автор небоскреба «Иллинойс Курво» в Милане, архитектор Арата Исодзаки — автор Паласпорт Олимпико в Турине. Архитекторы Пьером Паоло Маджора, Марко Бризио и Арата Исодзаки — авторы небоскреба «Иллинойс Дритто (Dritto)» в Милане.

## Традиционная архитектура Италии

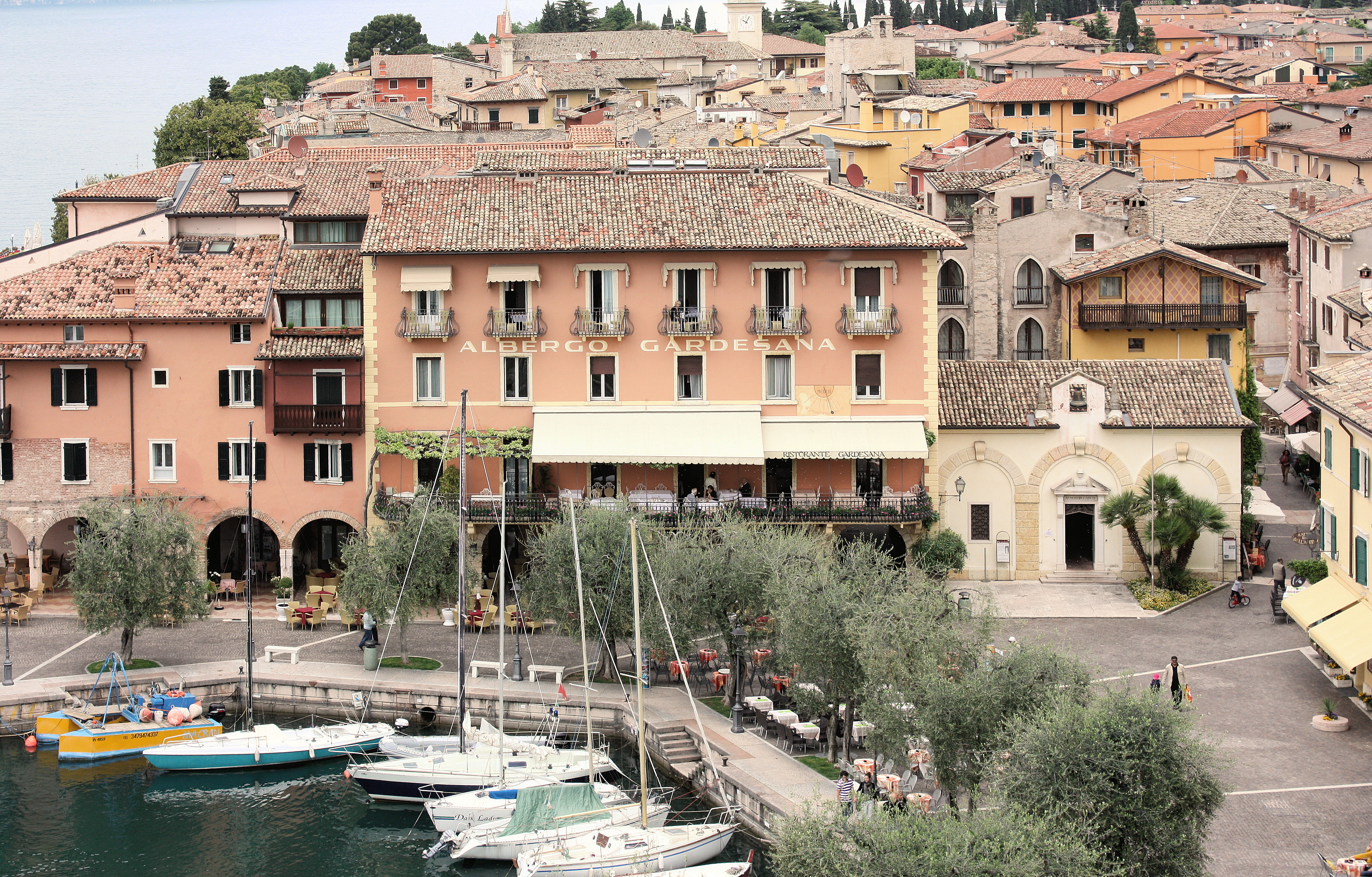
Здания на набережной городка Торри-дель-Бенако (Верона, область Венеция)

По сути, итальянская народная архитектура является типично средиземноморской. Строительным материалом служит камень (чаще всего известняк, реже песчаник), крыши (по большей части двухскатные стропильной конструкции, реже четырёхскатные) покрываются керамической черепицей, раньше широко были распространены соломенные крыши, в XX веке использовавшихся лишь в хозяйственных постройках.
Выделяют несколько типов традиционного итальянского жилища. Наиболее распространённым типом, встречающимся во всей Италии (но наиболее всего в Лацио, Абруццо, Эмилии-Романье и Тоскане), является средиземноморский, называемый в самой Италии италийским или латинским. Предполагается, что он уходит своими корнями в Древний Рим. Как правило, дома этого типа — двухэтажные, с двухскатной черепичной крышей, на нижнем этаже располагаются хозяйственные, на верхнем — жилые помещения. Также по всей Италии распространён тип традиционного дома, где жилые и хозяйственные помещения располагаются под одной крышей. Другим типом можно назвать жильё, образующее вместе с хозяйственными постройками закрытый двор-корти (итал. corti), существует мнение, что данная планировка сельской усадьбы восходит к древнеримскому дому с атрием. Дома с усадьбой-корти распространены прежде всего в Ломбардии, Фриули, Базиликате, Кампанье и в некоторых других областях. В зависимости от местности планировка корти может незначительно отличаться. В некоторых поселениях Средней и Нижней Италии некоторое распространение имеют однокамерные и одноэтажные постройки. Помещение служит и спальней, и хлевом, и кухней (у одной из стен помещается очаг, обычно на помосте из булыжника высотой в 15—20 см, дымоход устроен в стене жилища). В Альпах (Пьемонт, Ломбардия, Трентино и Фриули) традиционным жилищем является шале — жилище с каменным нижним и срубным верхним этажом и с высокой и крутой двухскатной крышей. Вероятно, 200-300 лет назад строили и полностью срубные жилые постройки, но из-за постепенного сведения лесов (либо, может быть, и по каким-то другим причинам) к середине XX века срубные шале можно было найти лишь в некоторых ломбардских деревнях, расположенных в долинах Валле-ди-Ливиньо, Валь-Фурва, и Валле-Сан-Джакомо. Однако пережитки срубного жилья всё ещё сохраняются в деревянных надстройках домов и в амбарах на каменном фундаменте. В области Марке традиционным жилищем служили глинобитные дома. В Апулии традиционное жилище, трулло (итал. trullo) — представляет собой каменное сооружение круглой формы, возведённое из известняковых плит и обладающее конической крышей, крытое известняковыми пластинами мелового известняка. В труллях жили до конца XX века.
Жилые помещения, как правило, не имеют постоянного отопления, но во многих местах используют брачьери (итал. bracieri) — переносную жаровню в виде металлического таза с ручками, куда помещается древесный уголь. Постоянно отапливается кухня, для этого используется очаг — как и открытый (к середине XX века бывших редкостью и сохранявшихся в архаичных и временных жилищах), так и пристенный закрытый каминного типа и с дымоходом (итал. focolare), так и переносной. Зимой традиционно в кухне итальянские крестьяне проводили значительное количество времени. В домах некоторых альпийских регионов для отопления используется печь, располагаемая в отдельной комнате.
Также в Италии строились и времянки, хижины, служившие кратковременным приютом для пастухов. Как правило, они также строились из камней, но методом сухой кладки. Пастухи Центральной Италии возводили соломенные времянки с открытым очагом.
Советский архитектор и театральный художник Георгий Гольц в своей серии очерков «Неаполь сегодня», опубликованной в журнале «Огонёк» в 1925 г., так описывает крестьянское жилище в деревнях под Неаполем:

Дома, иногда двух-трёх этажей, из обтёсанных брусков лавы, почти всегда оштукатуренных и покрашенных в излюбленный итальянской деревней розовый и желтоватый цвета, с балкончиками, арками, причудливыми лоджиями и лестницами, плоскими крышами и всё это увито зеленью, заставлено и завешено глиняными горшками всевозможных форм и самой невероятной посудой, из которой торчат то захиревшая пальма, то жирный кактус, то как паутина вьющаяся мелкая зеленца. В этих домиках ютится не одна семья, в тесных комнатушках, темных, грязных, с огромной двуспальной кроватью посередине и с обязательной парочкой святых деревянных или восковых, в пышных шелковых мантиях, под стеклянными колпачками от мух.
— Г. П. Гольц. Неаполь сегодня // «Огонёк» : журнал. — Мосполиграф, 1925. — № 18 (109). — С. 13.